# Systenoplacis maculatus
Systenoplacis maculatus là một loài nhện trong họ Zodariidae.
Loài này thuộc chi Systenoplacis. Systenoplacis maculatus được Marx miêu tả năm 1893.